# Moskva-papyrusen

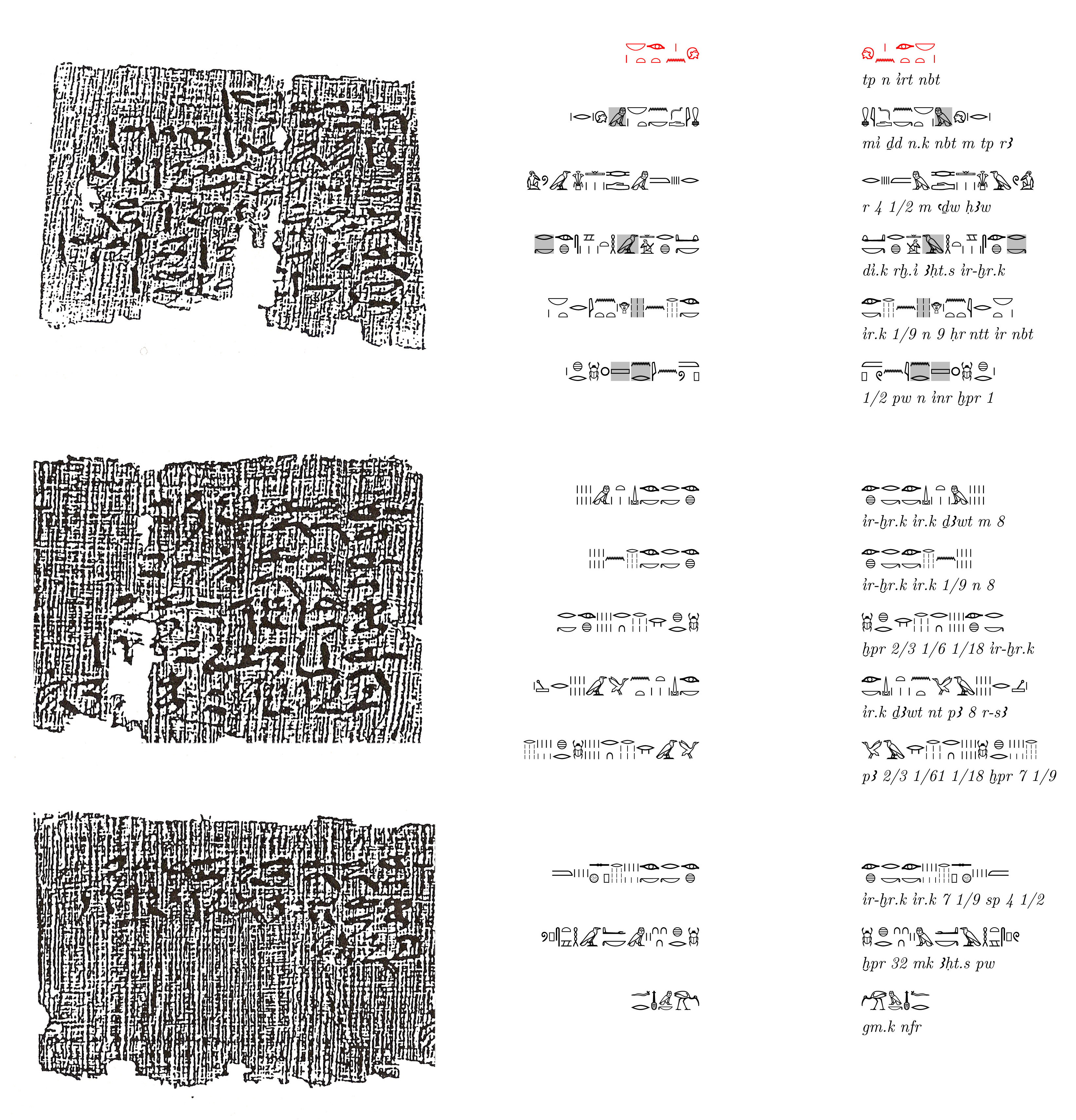
Moskva-papyrusen, uppgift 10

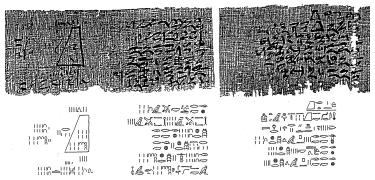
Moskva-papyrusen, uppgift 14

Moskva-papyrusen (Papyrus Moskva 4676) är ett papyrusfynd från det Mellersta riket i Forntida Egypten. Manuskriptet dateras till cirka 1850 f.Kr. och förvaras idag på Pusjkinmuseet i Moskva. Tillsammans med Rhindpapyrusen (ca 1650 f.Kr.) utgör manuskripten några av de äldsta bevarade texterna om matematik.

## Manuskriptet
Moskva-papyrusen är en cirka 5,5 meter lång och cirka 7 cm bred fragmenterad papyrusrulle med en samling matematiska uppgifter. Texterna är skrivna i hieratisk skrift. Papyrusarken dateras till cirka 1850-talet f. Kr. till Egyptens elfte dynasti. Samlingen omfattar 9 läsbara ark med sammanlagd 60 uppgifter varav 25 finns bevarade, uppgifterna rör geometri.
- Uppgift 6

handlar om beräkning av sidorna av en rektangel.
- Uppgift 10

handlar om beräkning av ytan på en sfär.
- Uppgift 14

handlar om beräkning av volymen i ett Avstympat parti.
- Uppgift 56 - 60

handlar om olika beräkningar av trianglar.

## Historia
Det är inte känt när och hur papyrusen upptäcktes men ryske egyptologen Vladimir Semjonovitj Golenisjtjev införskaffade manuskriptet i Egypten kring 1893. Fyndplatsen antas vara Dra Abu el-Naga nära Thebe. Manuskriptet var del i samlingen Golenisjtjev papyri.
1911 donerade Golenishchev manuskriptet till Moskvamuseet.
Senare hamnade manuskriptet i Pusjkinmuseet, papyrusens arkivnummer är P. 4676.
1930 publicerade ryske Vasilij Vasiljevitj Struwe och Boris Alexandrovitj Tuarev en översättning till tyska i boken "Mathematischer Papyrus des Staatlichen Museums der Schönen Künste in Moskau - Quellen und Studien zur Geschichte der Mathematik " utgiven av J. Springer förlag i Berlin.